# Fiasco (jeu)
Pour les articles homonymes, voir Fiasco.
Fiasco est un jeu narratif américain créé par Jason Morningstar (en) et publié par Bully Pulpit Games (en) en 2009. Il a été traduit en français et publié en français par Edge Entertainment en 2012.

## Thème
Les joueurs incarnent les personnages d'une fiction où tout tourne mal. Ce sont des losers (des perdants nés) qui ont des rêves de grandeur, à l'instar des personnages de Reservoir Dogs ou Fargo.

## Mécanismes du jeu
Au cours du jeu, les joueurs imaginent des scènes et incarnent leur personnage au cours de ces scènes. À chaque étape, chaque joueur se voit attribuer un dé noir (indiquant une conclusion négative de la scène pour le personnage) ou des dés blancs (indiquant une conclusion positive). Un personnage s'en sort d'autant mieux qu'il a beaucoup de dés d'une couleur ; s'il a autant de dés blancs que de dés noirs, le personnage finit misérablement.
C'est un jeu « sans préparation » (sans scénario) et « sans meneur de jeu » (GMless). Au début de la partie, les joueurs définissent le cadre de la partie : ils choisissent le contexte général (une ville perdue du Texas, une base en Antarctique…) puis définissent leurs personnages. Les personnages sont définis par leur nom et leur profession, ainsi que par les éléments qui les lient : chaque personnage est lié au personnage du joueur de gauche et du joueur de droite par une relation ainsi qu'un objet, un lieu ou un besoin. Les relations et éléments du cadre sont choisis dans des tables : les joueurs lancent des dés, et chacun leur tour, ils prennent deux dés de leur choix, les valeurs indiquées permettant de prendre l'item correspondant de la table correspondante. Ainsi, les premiers choix sont très libres, tandis que les derniers choix se font par défaut (valeur des dés restants).
La partie se déroule ensuite en trois actes. Chaque acte est découpé en scènes, une scène par personnage.
Lors du premier acte, le personnage a une scène d'exposition et une scène de développement. Le joueur choisit soit d'établir la scène, soit de la résoudre :
- s'il choisit d'établir la scène, alors c'est lui qui indique quelle est la nature de la scène (lieu, personnages présents, thème) ; les autres joueurs choisissent collectivement, en cours de jeu, si la scène se conclut de manière positive ou négative pour le personnage, et donnent en conséquence un dé blanc ou un dé noir, à la charge du joueur de jouer la fin de la scène en suivant cette conclusion ;
- s'il choisit de résoudre la scène, alors il prend dès le départ un dé blanc ou un dé noir, et ce sont les autres joueurs qui définissent le cadre de la scène.

Ainsi, le rôle du meneur de jeu dans les jeux de rôle « classiques » — définir le cadre, indiquer les conséquences des actes — est réparti entre les joueurs. 
Lorsque toutes les scènes d'exposition et de développement sont jouées surviennent les « tournants » (tilts) : les joueurs jettent les dés obtenus et lisent le résultat sur une table d'événements.
Puis vient la scène 2, qui suit un déroulement similaire à la scène d'exposition, en faisant intervenir le tournant.
Le jeu se conclut en jetant les dés, les résultats étant lus sur une table. Chaque joueur conclut l'histoire de son personnage en prenant en compte ce résultat.